# Île des Sœurs
Het Île des Sœurs (Engels: Nuns' Island) is een eiland van de Hochelaga-archipel in het zuidwesten van de Canadese provincie Québec. Het eiland is gelegen in de bedding van de Saint Lawrence en is een gedeelte van het oostelijk deel van de stad Montréal.
Het eiland met een oppervlakte van 3,74 km² is bestuurlijk onderdeel van Montréal, meer specifiek van het arrondissement Verdun. In 2011 telde het eiland 18.315 inwoners, wat dus leidt tot een bevolkingsdichtheid van 4.897 inwoners per km².
De kloosterzusters van de Congrégation de Notre-Dame de Montréal waren de eigenaars van het gehele eiland van 1706 tot 1956. Nadien werd het eiland ontwikkeld als woonzone met appartementsgebouwen en rijwoningen. De grootste Canadese telefoonmaatschappij, Bell Canada, heeft zijn nationale hoofdkwartier op dit eiland.